# Barham Amor
Barham Amor (Quilpué, 5 de enero de 1996) es un baloncestista chileno que juega en las posiciones de base y escolta para el Spartans de la Liga BásquetPro de Ecuador. Representa a Chile a nivel internacional.

## Trayectoria

### Clubes
| Club                  | País    | Año             |
| --------------------- | ------- | --------------- |
| Los Leones de Quilpué | Chile   | 2014 - 2023     |
| Español de Osorno     | Chile   | 2023 - 2025     |
| Spartans              | Ecuador | 2025 - Presente |

## Selección nacional
Amor integró el combinado juvenil chileno que jugó en el Campeonato Sudamericano de Baloncesto Sub-15 de 2011 y en el Torneo Albert Schweitzer de 2014.
Es miembro de la selección de baloncesto de Chile desde 2017.

## Vida personal
Estudió kinesiología en la Pontificia Universidad Católica de Valparaíso, donde jugó para el equipo de la institución.